# Сладковичово
Сладковичово (слч. Sládkovičovo, мађ. Diószeg) град је у Словачкој, који се налази у оквиру Трнавског краја, где је у саставу округа Галанта.

## Географија
Сладковичово је смештено у југозападном делу државе. Главни град државе, Братислава, налази се 50 километара западно од града.
Рељеф: Сладковичово се развило у словачком делу Панонске низије, у њеном северозападу. Подручје око града је равничарско, на приближно 120 метара надморске висине.
Клима: Клима у Сладковичову је умерено континентална.
Воде: Сладковичово се налази у делу без већих токова. То је надокнађено каналима, који окружују насеље.

## Историја
Људска насеља на овом простору везују се још за време праисторије. Насеље под првобитним именом Диосек први пут се спомиње 1252. године. Оно је добило градска права 1582. године, али је убрзо било опустошено под најездом Турака. Нови полет доживљава тек у другој половини 19. века, када је туда положена железница. Тада је насеље поново добило градска права (1870).
Крајем 1918. Сладковичово је постало део новоосноване Чехословачке. У времену 1938-44. године град је био враћен Хортијевој Мађарској, али је поново враћен Чехословачкој после рата. 1948. године Диосек мења име у Сладковичово. У време комунизма дошло је до индустријализације, па и до осетног повећања становништва. После осамостаљења Словачке град је постао њено општинско средиште, али је дошло до привредних тешкоћа у време транзиције.

## Становништво
| Година:    | 1994. | 2004.   | 2014.   | 2024.   |
| ---------- | ----- | ------- | ------- | ------- |
| Број људи: | 5962  | 5654    | 5348    | 5386    |
| Разлика:   |       | -5,16 % | -5,41 % | +0,71 % |

| Година:    | 2023. | 2024.   |
| ---------- | ----- | ------- |
| Број људи: | 5411  | 5386    |
| Разлика:   |       | -0,46 % |

Данас Сладковичово има око 5.700 становника и последњих година број становника расте.
Етнички састав: По попису из 2001. састав је следећи:
- Словаци - 59,5%,
- Мађари - 38,5%,
- Роми - 1,0%,
- Чеси - 0,5%,
- остали.

Верски састав: По попису из 2001. састав је следећи:
- римокатолици - 66,8%,
- атеисти - 18,0%,
- лутерани - 9,6%,
- остали.